# Kraków Tigers

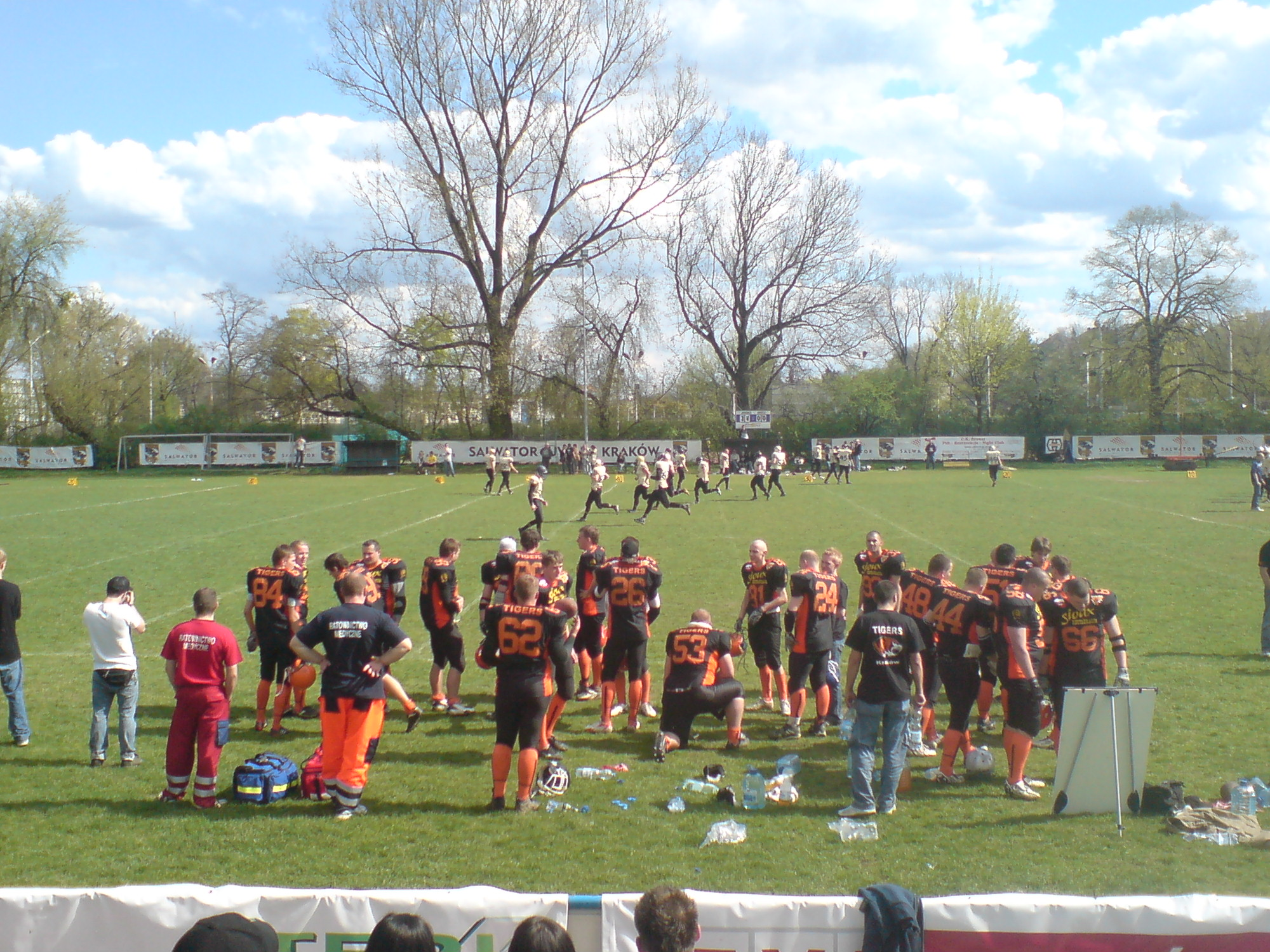
Drużyna Kraków Tigers w przerwie meczu ze Scyzorami Kielce

Kraków Tigers − polski zespół futbolu amerykańskiego z siedzibą w Krakowie, członek Polskiego Związku Futbolu Amerykańskiego, występujący obecnie w Toplidze PLFA  (Polska Liga Futbolu Amerykańskiego).
Klub założony został w lutym 2006 – jako pierwszy w Krakowie i Małopolsce – przez Michała Truszkowskiego.

## Informacje ogólne
Pełna nazwa: Klub Futbolu Amerykańskiego Kraków Tigers

Rok założenia: 2006

Barwy: czarny – pomarańczowy

Trener: Albert Hesskew

Sponsor generalny:

Oficjalna strona internetowa: www.krakowtigers.com
Profil na Facebooku: https://www.facebook.com/KrakowTigers

Zarząd:
- Prezes – Michał Truszkowski
- Wiceprezes – Piotr Żubrowski
- Wiceprezes – Damian Iskra

## PLFA
2016 – 1 miejsce PLFA II
2011 – 5 miejsce PLFA I
2010 – 6 miejsce PLFA I
2009 – 2 miejsce PLFA II
2008 – 8 miejsce PLFA I
2007 – 9 miejsce PLFA I

## Skład Drużyny

### 2009
| Numer | Imię i Nazwisko              | Wzrost (cm) | Waga (kg) | Kraj              |
| ----- | ---------------------------- | ----------- | --------- | ----------------- |
| 7     | Tadeusz Janczykowski         | 186         | 86        | Polska            |
| 11    | Przemysław Materiak          | 171         | 75        | Polska            |
| 18    | Krzysztof Piórkowski         | 185         | 95        | Polska            |
| 19    | Filip Mościcki               | 186         | 80        | Polska            |
| 21    | Maciej Ginalski              | 174         | 90        | Polska            |
| 24    | Krzysztof Chrzanowski        | 178         | 80        | Polska            |
| 26    | Piotr Jaszczyński            | 190         | 90        | Polska            |
| 31    | Mieszko Łabuz                | 181         | 80        | Polska            |
| 32    | Marcin Zając                 | 176         | 85        | Polska            |
| 33    | Maciej Puzio                 | 182         | 75        | Polska            |
| 34    | Łukasz Kądziołka             | 172         | 98        | Polska            |
| 36    | Damian Zych                  | 168         | 85        | Polska            |
| 38    | Dawid Rechul                 | 184         | 105       | Polska            |
| 42    | Mateusz Sobczyk              | 170         | 67        | Polska            |
| 44    | Maciej Turzański             | 183         | 95        | Polska            |
| 48    | Tomasz Wełna                 | 182         | 100       | Polska            |
| 50    | Piotr Jarocki                | 182         | 100       | Polska            |
| 51    | Karim Bibars                 | 185         | 120       | Polska            |
| 53    | Maciej Białobrzeski          | 181         | 130       | Polska            |
| 56    | Michał Zwolankiewicz         | 185         | 110       | Polska            |
| 57    | Jakub Lidwin                 | 190         | 97        | Polska            |
| 59    | Sebastian Sierżęga           | 180         | 108       | Polska            |
| 60    | Jan Warunek                  | 188         | 95        | Polska            |
| 62    | Miachał Bury                 | 180         | 102       | Polska            |
| 64    | Bartosz "BOLSI GINGER" Bolek | 192         | 80        | Stany Zjednoczone |
| 66    | Marek Gil                    | 183         | 115       | Polska            |
| 69    | Konrad Żarski                | 183         | 100       | Polska            |
| 77    | Robert Salwiński             | 181         | 80        | Polska            |
| 79    | Zygmynt Łodziński            | 173         | 115       | Polska            |
| 80    | Bartłomiej Skupień           | 178         | 80        | Polska            |
| 81    | Bartosz Król                 | 180         | 65        | Polska            |
| 82    | Przemysław Michalik          | 192         | 88        | Polska            |
| 83    | Arkadiusz Kidoń              | 182         | 70        | Polska            |
| 84    | Wajda Wojciech               | 186         | 77        | Polska            |
| 85    | Paweł Risun                  | 178         | 75        | Polska            |
| 86    | Mateusz Rakoczy              | 180         | 74        | Polska            |
| 88    | Sławomir Wędzicha            | 186         | 73        | Polska            |
| 89    | Bartosz Wójcicki             | 193         | 89        | Polska            |
| 90    | Krzysztof Kaczmarczyk        | 183         | 73        | Polska            |
| 93    | Dariusz Konieczny            | 178         | 74        | Polska            |
| 96    | Mateusz Zawadzki             | 182         | 83        | Polska            |
| 99    | Sebastian Szarek             | 181         | 93        | Polska            |

## Mecze

### 2011 PLFA I
Sezon zasadniczy

02.04.2011, Kraków, Dom-Bud Kraków Tigers vs. The Crew Wrocław  8 : 54; (HOME)
09.04.2011, Kraków, Dom-Bud Kraków Tigers vs. Warsaw Eagles 28 :55; (HOME)
17.04.2011, Będzin, Zagłębie Steelers vs. Dom-Bud Kraków Tigers 14 :30; (AWAY)
01.05.2011, Kraków, Kraków Tigers vs. Kozły Poznań 20 : 18; (HOME)
08.05.2011, Katowice, Silesia Miners vs. Dom-Bud Kraków Tigers 32 : 36; (AWAY)
21.05.2011, Kraków, Dom-Bud Kraków Tigers vs. Lowlanders Białystok 32 : 16; (HOME)
28.05.2011, Gdynia, Seahawks Gdynia vs. Dom-Bud Kraków Tigers 39 : 20; (AWAY)
12.06.2011, Kraków, Dom-Bud Kraków Tigers vs. Bielaw Owls 36 : 0 ;(HOME)
18.06.2011, Wrocław, Devils Wrocław vs. Dom-Bud Kraków Tigers 44 :0 ;(AWAY)

### 2010 PLFA I
Sezon zasadniczy

27.03.2010, Kraków, Sioux Kraków Tigers vs. Silesia Miners 24 : 20; (HOME)
02.05.2010, Będzin, Zagłębie Steelers vs. Sioux Kraków Tigers 26 : 16; (AWAY)
08.05.2010, Warszawa, Warsaw Eagles vs. Sioux Kraków Tigers 0 : 15; (AWAY)
22.05.2010, Wrocław, The Crew Wrocław vs. Sioux Kraków Tigers 52 : 0; (AWAY)
13.06.2010, Kraków, Sioux Kraków Tigers vs. Pomorze Seahawks 14 : 35; (HOME)
19.06.2010, Poznań, Kozły Poznań vs. Sioux Kraków Tigers 28 : 8; (AWAY)
03.07.2010, Kraków, Sioux Kraków Tigers vs. Devils Wrocław 14 : 64; (HOME)

### 2009 PLFA II
Mecze przedsezonowe

28.03.2009, Kraków, Sioux Kraków Tigers vs. Radom Rocks 24 : 3; (HOME)
Sezon zasadniczy

18.04.2009, Kraków, Sioux Kraków Tigers vs. Scyzory Kielce 71 : 0; (HOME)
23.05.2009, Bielawa, Bielawa Owls – Sioux Kraków Tigers 12 : 44; (AWAY)
06.06.2009, Zabrze, Warriors Ruda Śląska – Sioux Kraków Tigers 0 : 74; (AWAY)
28.06.2009, Kraków, Sioux Kraków Tigers vs. Kraków Knights 44 : 8; (HOME) – DERBY KRAKOWA
29.08.2009, Kraków, Sioux Kraków Tigers vs. Zagłębie Steelers Interpromex 30 : 6; (HOME)
13.09.2009, Gliwice, Gliwice Lions vs. Sioux Kraków Tigers 20 : 54; (AWAY)
Play Offy

11.10.2009, Kraków, Sioux Kraków Tigers vs. Bielawa Owls 24 : 0; (HOME) – PÓŁFINAŁ PLFA II
25.10.2009, Kraków, Sioux Kraków Tigers vs. Zagłębie Steelers Interpromex 20 : 27; (HOME) FINAŁ PLFA II
Baraże

07.11.2009, Kraków, Sioux Kraków Tigers vs. Lowlanders Białystok 30 : 14; (HOME) AWANS DO PLFA I

### 2008 PLFA I
Mecze przedsezonowe

15.03.2008, Będzin, Zagłębie Steelers vs. Kraków Tigers 18 : 61; (AWAY)
Sezon zasadniczy

29.03.2008, Ruda Śląska, Silesia Miners vs. Kraków Tigers 47 : 0; (AWAY)
03.05.2008, Warszawa, Warsaw Eagles vs. Kraków Tigers 35 : 6; (AWAY)
01.06.2008, Kraków, Kraków Tigers vs. Kozły Poznań 14 : 20; (HOME)
07.06.2008, Wrocław, The Crew Wrocław vs. Kraków Tigers 61 : 0; (AWAY)
22.06.2008, Kraków, Kraków Tigers vs. Devils Wrocław 6 : 42; (HOME)
31.08.2008, Kraków, Kraków Tigers vs. Husaria Szczecin 3 : 20; (HOME)
14.09.2008, Trójmiasto, Pomorze Seahawks vs. Kraków Tigers 36 : 0; (AWAY)

### 2007 PLFA I
Mecze przedsezonowe

25.03.2007, Ruda Śląska, Silesia Miners vs. Kraków Tigers 58 : 0; (AWAY)
Sezon zasadniczy

21.04.2007, Kraków, Kraków Tigers vs. Silesia Miners 6 : 50; (HOME)
06.05.2007, Katowice, Silesia Miners vs. Kraków Tigers 49 : 12; (AWAY)
27.05.2007, Warszawa, Warsaw Eagles vs. Kraków Tigers 62 : 0; (AWAY)
16.06.2007, Aleksandrów Łódzki, 1. KFA Fireballs Wielkopolska – Kraków Tigers 27 : 6; (AWAY)
23.06.2007, Kraków, Kraków Tigers vs. Husaria Szczecin 6 : 41; (HOME)
15.09.2007, Kraków, Kraków Tigers vs. Warsaw Eagles 0 :49; (HOME)

## Osiągnięcia
2011 – MVP PLFA I najlepszy running back – Dawid Rechul
2010 – MVP PLFA I najlepszy punter (odkopujący) – Dawid Rechul
2009 – Awans do PLFA I
2009 – Reprezentacja Polski U-19 – Marek Gil (OL), Sławomir Wędzicha (WR)
2008 – Reprezentacja Polski U-19 – Karim Bibars, Marek Gil, Zygmunt Łodziński, Jakub Lidwin, Tomasz Wełna, Sebastian Szarek
2007 – Reprezentacja Polski U-21 – Mieszko Łabuz (RB), Damian Zych (RB)